# Rebecca Radio
Rebecca Radio was een Nederlandse commerciële regionale radiozender die uitzond vanuit Meppel.

## Geschiedenis
Het station begon op 8 juli 1996 om 7 uur 's ochtends en zond 24 uur per dag popmuziek uit van 'alle tijden'.
Aanvankelijk was de zender alleen te beluisteren op de kabel in Meppel, Hoogeveen en Dedemsvaart. Een jaar later was het station in grote delen van Groningen, Drenthe en Friesland te ontvangen op de kabel. Vanaf januari 1999 kreeg het station twaalf etherfrequenties op de FM in de noordelijke provincies.
In de zomer van 2002 werd het format gewijzigd in Modern AC (pop- en rockmuziek).
Het station kwam in 2004, ondanks dat het marktaandeel groeide, vanwege tegenvallende reclameopbrengsten in de rode cijfers. Hierdoor werd in april 2004 al het personeel ontslagen en moest er snel een geschikte overnamekandidaat worden gevonden, anders zou het station per 1 juli 2004 stoppen.
Het lukte niet om de zender te verkopen en daarom werden de naam en de frequenties gratis overgedaan aan de eigenaar van Sun FM (later City FM) uit Rijswijk. De studio in Meppel werd opgeheven en de naam van het station werd per 16 augustus 2004 omgedoopt in Rebecca FM. Het format wijzigde in Classic Rock. Op 1 december 2006 werd het station omgedoopt in City FM.